# Hassen Bejaoui
Hassen Bejaoui (Biserta, 14 febbraio 1975) è un ex calciatore tunisino, di ruolo portiere.
Dopo il ritiro agonistico, avvenuto nel 2014, è divenuto coordinatore sportivo del Club Athlétique Bizertin.

## Palmarès
- Coppa di Tunisia: 1

Club Athlétique Bizertin: 2012-2013